# 490 v. Chr.
Portal Geschichte | Portal Biografien | Aktuelle Ereignisse | Jahreskalender | Tagesartikel

◄ |
6. Jahrhundert v. Chr. |
5. Jahrhundert v. Chr. |
4. Jahrhundert v. Chr. |
►

◄ | 510er v. Chr. | 500er v. Chr. | 490er v. Chr. | 480er v. Chr. |
470er v. Chr. |
►

◄◄ | ◄ | 493 v. Chr. | 492 v. Chr. | 491 v. Chr. | 490 v. Chr. |
489 v. Chr. |
488 v. Chr. |
487 v. Chr. |
► |
►►

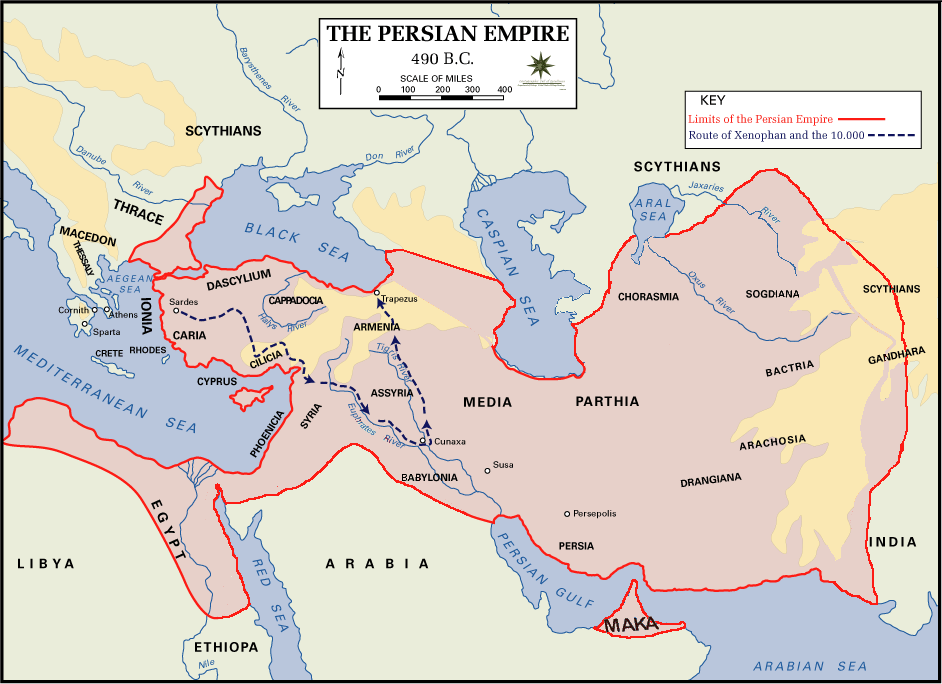
Das Perserreich 490 v. Chr.

Das Jahr 490 v. Chr. erlebt den ersten Höhepunkt der Perserkriege. Der persische Großkönig Dareios I. beauftragt seine Feldherren Datis und Artaphernes mit einer Strafexpedition gegen Athen und die anderen griechischen Stadtstaaten, die den ionischen Aufstand gegen das Achämenidenreich unterstützt haben. Beraten und begleitet werden die Perser vom 510 v. Chr. gestürzten athenischen Tyrannen Hippias, der sich eine Wiedererrichtung seiner Tyrannis in Athen erhofft. Nach anfänglichen Erfolgen erleidet Datis aber bei Marathon eine Niederlage gegen ein attisches Heer unter Miltiades. Das persische Heer muss sich vom griechischen Festland zurückziehen, wohin es erst 10 Jahre später wieder zurückkehren wird.

## Ereignisse

### Politik und Weltgeschehen

#### Perserkriege

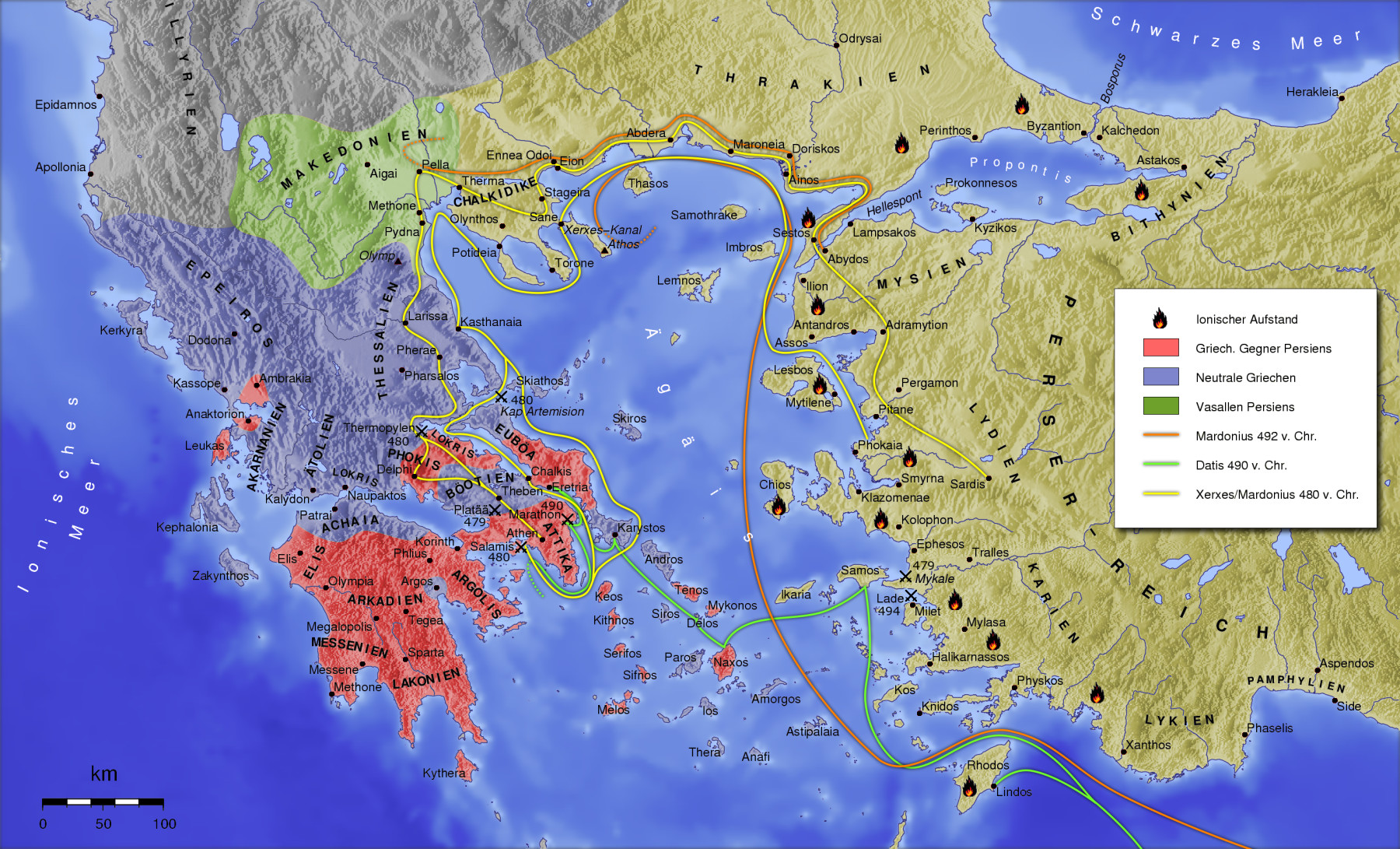
Perserkriege: Zug des Datis grün

Die Perser erobern im Zuge des Krieges gegen die griechischen Stadtstaaten die Kykladen mit der Hauptinsel Naxos. Eretria wird wegen seiner Beteiligung am Ionischen Aufstand von den Persern unter Datis und Artaphernes nach der Eroberung niedergebrannt. Nach späteren Quellen werden 780 Menschen verschleppt und die Überlebenden in der Ebene von Ekbatana im Land der Kissianer angesiedelt.
Im Spätsommer landet ein persisches Expeditionsheer in Attika nahe Marathon, begleitet vom ehemaligen athenischen Tyrannen Hippias. Athen entsendet Eilboten nach Sparta mit der Bitte um Unterstützung, die dieses mit dem Hinweis auf das gerade stattfindende Karneia-Fest jedoch ablehnt.

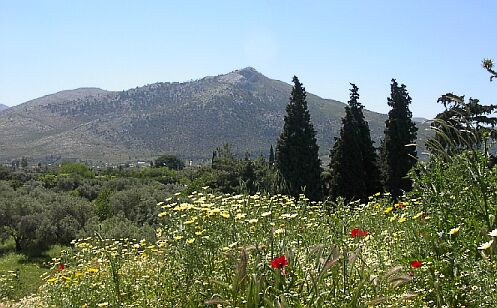
Die Ebene von Marathon heute

Die Athener und Plataier unter Miltiades dem Jüngeren und Kallimachos besiegen die persische Streitmacht des achämenidischen Großkönigs Dareios I. unter den Heerführern Datis und Artaphernes in der Schlacht bei Marathon. Das Datum der Schlacht ist unsicher, möglicherweise handelt es sich um den 12. September. 

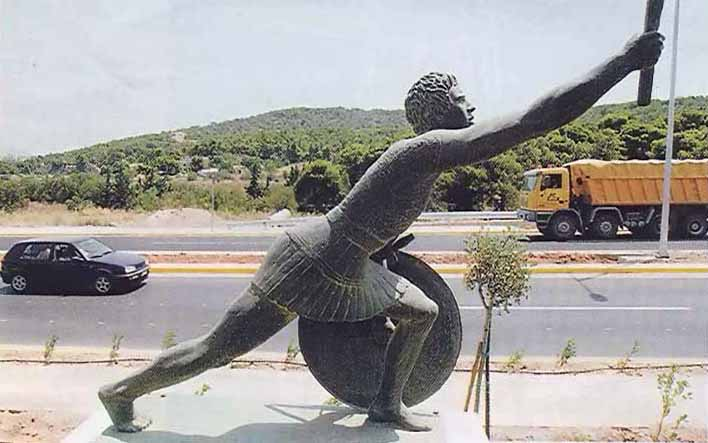
Statue des Pheidippides bei Marathon

Der Legende nach läuft daraufhin der Bote Pheidippides von Marathon nach Athen, um die Nachricht vom Sieg zu verkünden. Drei Tage nach der Schlacht trifft die militärische Unterstützung aus Sparta ein.
Bereits unmittelbar nach dem Erhalt der Nachricht von der Niederlage beginnt der persische Großkönig Dareios I. gemäß Herodot mit einer umfassenden neuen Mobilisierung gegen Griechenland. 

#### Sparta
Um 490 v. Chr. wird in Sparta die Verschwörung gegen den ehemaligen König Damaratos im Vorjahr aufgedeckt, der Urheber der Verschwörung, Kleomenes I., vertrieben. Er darf jedoch wenig später zurückkehren, nachdem er starke Truppen in der Umgebung zusammengezogen hat. Wieder in Sparta wird er jedoch von seinem Halbbruder Leonidas ins Gefängnis geworfen, wo er wenig später – angeblich durch Selbstmord – ums Leben kommt. Sein Halbbruder wird unter dem Namen Leonidas I. sein Nachfolger als König von Sparta aus dem Geschlecht der Agiaden. Zweiter Herrscher des Doppelkönigtums ist seit dem Vorjahr Leotychidas II. aus dem Geschlecht der Eurypontiden, der vom Sturz des Daramatos profitiert hat. Daramatos selbst bleibt im Exil im Perserreich.

#### Römische Republik
Quintus Sulpicius Camerinus Cornutus und Spurius Larcius sind gemäß der Legende Konsuln der frühen Römischen Republik. Letzterer füllt sein Amt nach 506 zum zweiten Mal aus.

#### Chinesische Reiche
König Goujian kehrt aus mehrjähriger Gefangenschaft in Wu in sein Reich Yue zurück, nachdem ihn Wus König Fuchai entgegen den eindringlichen Warnungen seines Kanzlers Wu Zixu freigelassen hat. Nach seiner Rückkehr arbeitet Goujian hart daran, seinen Staat zu stärken, um sich für die Niederlage an Wu zu rächen.

### Kultur und Gesellschaft

#### China
Der Philosoph und ehemalige Staatsmann Konfuzius besucht auf seiner mehrjährigen Wanderschaft durch die Reiche zur Zeit der Frühlings- und Herbstannalen in China den Staat Cai. 

#### Griechenland

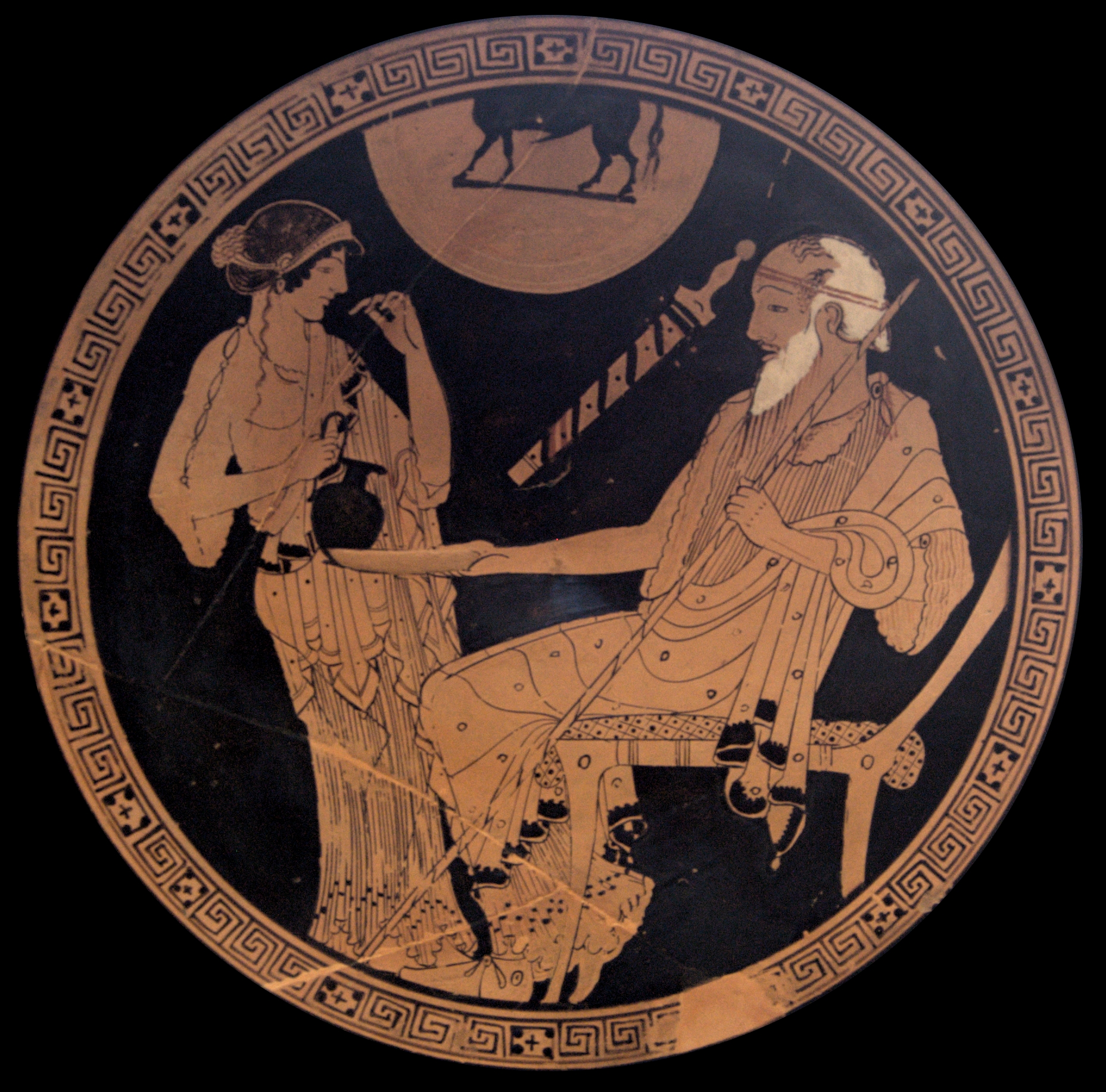
Briseis und Phoinix, rotfiguriger Kylix, Brygos um 490 v. Chr.

Der griechische Töpfer Brygos ist ab etwa 490 bis rund 470 v. Chr. in Athen tätig.
Auch der Triptolemos-Maler ist etwa im gleichen Zeitraum in der Polis tätig. Der griechische Vasenmaler beginnt seine Ausbildung in der Werkstatt des Euphronios, wo er von Duris lernt. Sein Stil ist vornehmlich archisierend.
- um 490 v. Chr.: Der athenische Feldherr und Politiker Kallimachos stiftet vor seinem Tod in der Schlacht bei Marathon eine Nike-Figur auf der Athener Akropolis.

## Geboren

### Geburtsjahr gesichert
- Ion von Chios, griechischer Dramatiker, auf der Insel Chios († um 422 v. Chr.)

### Geboren um 490 v. Chr.
- Melissos, griechischer vorsokratischer Philosoph und Flottenbefehlshaber, auf Samos († 430 v. Chr.)
- Mozi: chinesischer Philosoph, Begründer und Namensgeber des Mohismus († um 381 v. Chr.)
- Perikles: athenischer Staatsmann und Feldherr († 429 v. Chr.)
- Protagoras, griechischer vorsokratischer Philosoph, in Abdera/Thrakien († 411 v. Chr.)
- Thukydides, athenischer Politiker und Feldherr, Gegner des Perikles
- Zenon von Elea, griechischer vorsokratischer Philosoph, in Elea († um 430 v. Chr.)

- 490/485 v. Chr.: Gorgias von Leontinoi, griechischer Rhetoriklehrer und Philosoph († um 396/390 v. Chr.)

## Gestorben
- um den 12. September: Hippias, ehemaliger Tyrann von Athen, Berater der Perser in der Schlacht bei Marathon
- um den 12. September: Kallimachos, athenischer Politiker und Feldherr, in der Schlacht bei Marathon
- um den 12. September: Kynaigeiros, attischer Adeliger, Bruder des Tragödiendichters Aischylos

- um 490 v. Chr.: Kleomenes I., König von Sparta aus dem Haus der Agiaden, in Sparta – angeblich Suizid im Wahnsinn, möglicherweise ermordet